# 도시촌
도시촌(일본어: 道志村)은 일본 야마나시현 동부에 있는 미나미쓰루군의 촌이다.

## 지리
북동쪽에서 서남쪽으로 뻗어 있는 산간에 입지하고 마을 중앙을 도시강이 북동쪽을 향해서 흐른다. 도시강을 따라 국도 413호선이 지나고 있지만 북쪽은 도지 산괴, 남쪽은 단자와 산괴와 1,000m를 넘는 산이 늘어서 있기 때문에 산 북쪽의 마을을 직접 잇는 도로는 없다. 마을 전체는 나뭇잎 형태를 하고 있고 줄기 부분이 도지 길에 해당한다. 예로부터 도시치리(道志七里)로 불린 산간 샛길가에 취락이 위치했다.

## 역사
일찍이 가이국 쓰루군에 속했고 1878년 군구정촌편제법 시행으로 미나미쓰루군에 속하게 되었다. 1889년 정촌제 시행으로 행정구역으로서의 도시촌이 성립해 현재에 이른다.

## 인구
| 연도 | 인구  | ±%     |
| ---- | ----- | ------ |
| 1940 | 2,961 | —      |
| 1950 | 3,227 | +9.0%  |
| 1960 | 3,108 | −3.7%  |
| 1970 | 2,627 | −15.5% |
| 1980 | 2,231 | −15.1% |
| 1990 | 2,150 | −3.6%  |
| 2000 | 2,087 | −2.9%  |
| 2010 | 1,921 | −8.0%  |

## 교통

### 도로
- 국도 413호선